# Aire urbaine de Sillé-le-Guillaume
L'aire urbaine de Sillé-le-Guillaume est une aire urbaine française constituée autour de la ville de Sillé-le-Guillaume (Sarthe).

## Caractéristiques
D'après la délimitation établie par l'INSEE, l'aire urbaine de Sillé-le-Guillaume est composée de deux communes, toutes situées dans la Sarthe. 

## Composition
Les communes de l'aire urbaine de Sillé-le-Guillaume sont les suivantes :
| Nom                | Code Insee | Statut | Superficie (km2) | Population (dernière pop. légale) | Densité (hab./km2) |
| ------------------ | ---------- | ------ | ---------------- | --------------------------------- | ------------------ |
| Le Grez            | 72145      |        | 7,45             | 384 (2022)                        | 52                 |
| Sillé-le-Guillaume | 72334      |        | 12,9             | 2 192 (2022)                      | 170                |

## Évolution démographique
| 1968  | 1975  | 1982  | 1990  | 1999  | 2010  | 2015  |
| ----- | ----- | ----- | ----- | ----- | ----- | ----- |
| 2 786 | 3 091 | 3 211 | 3 003 | 2 957 | 2 753 | 2 711 |